# مؤامرة حزب الله في مصر 2009
مؤامرة حزب الله في مصر عام 2009 تشمل اعتقال 49 رجلا من قبل السلطات المصرية في الأشهر الخمسة التي سبقت أبريل 2009. تتهم مصر عملاء حزب الله بتخطيط هجمات ضد أهداف إسرائيلية ومصرية في شبه جزيرة سيناء. أدت الاعتقالات إلى توترات بين الحكومة المصرية وحزب الله وكذلك مصر وإيران.
كان التوتر مرتفعا منذ حرب غزة في غزة. اتهم الأمين العام لحزب الله حسن نصر الله مصر بأنها شريك لقتل الفلسطينيين هناك قائلا أنه إذا لم يفتح معبر رفح فان ذلك سيعتبر «شريكا في قتل الفلسطينيين على يد الجيش الإسرائيلي».
دفعت المؤامرة الحكومة المصرية إلى اعتبار حزب الله رسميا «جماعة إرهابية».

## الأنشطة
في بورسعيد أنشئت خلية لمراقبة نشاط السفن في قناة السويس. اشترت الخلية زورق كما فتحت محل لبيع الأسماك من أجل القيام بذلك.
ذكرت التقارير أن الرجال خططوا لثلاث هجمات كبرى في طابا وهي منطقة شعبية لدى السياح الإسرائيليين باستخدام أحزمة متفجرة وسيارات مفخخة.

## رد فعل

### مصر
كان رد فعل مصر معاديا. أصدر الرئيس حسني مبارك بيانا قويا يندد فيه بالمجموعة اللبنانية ومؤيديها. قال مبارك أن «حزب الله وإيران يطمحان إلى فرض نفوذهما على عالمنا العربي من خلال إدخال عناصر معادية إلى المنطقة في جهود تهدد الأمن القومي المصري». أضاف بأنه «سوف يكشف عن مؤامراتهم واحذر من غضب مصر». بالإضافة إلى ذلك زعمت صحيفة الأهرام المصرية أن إيران وسوريا وقطر كانوا يعملون للإطاحة بالحكومة المصرية.

### حزب الله
قال حزب الله أن أحد الرجال كان بالفعل أحد عناصره لكنه حاول تهريب الأسلحة إلى غزة لحركة حماس. قالت الجماعة أن ادعاءات المؤامرة الإرهابية «ملفقة» «لتسلط صورة حزب الله» وأن الادعاءات كانت انتقاما لتعليقات حزب الله خلال عملية الرصاص المصبوب.

### السودان
ادعى مسؤول سوداني أن جماعات المتمردين تعاونت مع حزب الله في تهريب الأسلحة إلى مصر. أدان «أي تخريب لسيادة بلد ما تحت أي ظرف من الظروف».

## الإدانات
في 28 أبريل 2010 أدين 26 رجلا بتخطيط الهجمات وأصدرت أحكاما بالسجن لمدة ستة أشهر إلى السجن مدى الحياة. تم إدانة أربعة رجال غيابيا.

## الهروب
في خضم الثورة المصرية ضد نظام مبارك عام 2011 نجا زعيم الخلية و21 مشتبها آخرين من حزب الله اللبناني من سجن وادي النطرون شمال القاهرة بمساعدة المخابرات السورية وظهر بعضهم لاحقا في العاصمة اللبنانية بيروت.

## الروابط الخارجية
- حزب الله في مصر: سياسة المؤامرة والمقاومة - مؤسسة جامستون
- http://news.bbc.co.uk/2/hi/middle_east/7996665.stm
- http://news.xinhuanet.com/english/2009-04/16/content_11196213.htm
- http://www.haaretz.com/hasen/spages/1080643.html